# Dominique Strauss-Kahn
Dominique Gaston André Strauss-Kahn (Neuilly-sur-Seine, 25 april 1949) is een Frans politicus van de Parti Socialiste PS. Hij wordt in Frankrijk vaak kortweg DSK genoemd. Strauss-Kahn was tussen 2007 en 2011 directeur-generaal van het Internationaal Monetair Fonds IMF.
In aanloop naar de presidentsverkiezingen in 2012 was hij, als kandidaat voor de PS, zeer de favoriet. Dat ging verkeerd, omdat hij op 14 mei 2011 in New York werd gearresteerd. Hij werd ervan beschuldigd dat hij in zijn hotel een kamermeisje had aangerand. De affaire werd wereldwijd als de affaire-DSK bekend.

## Biografie
Strauss-Kahn komt uit een Joodse familie. Zijn vader Gilbert Strauss-Kahn was juridisch en fiscaal adviseur en tevens lid van Grand Orient de France, zijn moeder Jacqueline Fellus was journalist, van Russische en Tunesische afkomst. De familie woonde een tijdje in het Marokkaanse Agadir. Na de aardbeving van 1960 daar verhuisde Strauss-Kahn naar Monaco, waar hij naar de middelbare school ging. Zijn middelbare school maakte hij in Parijs af. Daarna studeerde hij aan de École des hautes études commerciales de Paris (HEC Paris), waar hij in 1972 afstudeerde. In 1975 promoveerde hij in de economische wetenschappen aan de Université Paris X op het proefschrift Économie de la famille et accumulation patrimoniale (1977). Hij deed toelatingsexamen voor de prestigieuze École nationale d'administration ENA, maar werd afgewezen. Ook studeerde hij aan de prestigieuze Sciences Po in Parijs.
Toch werd hij later wel hoogleraar aan de ENA. Hij was tevens gasthoogleraar aan de Stanford-universiteit.
Hij was sinds 1989 getrouwd met Anne Sinclair, zijn derde vrouw. In Parijs had het echtpaar een groot appartement aan de Place des Vosges en een appartement aan de rand van het Bois de Boulogne, in Marokko een paleisje in de medina van Marrakesh en in Amerika een villa in Georgetown, een stadsdeel van Washington D.C.. Een jaar na de affaire DSK scheidden ze.

### Politieke loopbaan
Strauss-Kahn was lid van het Franse Parlement sinds 1986. Hij was een drietal keren minister, onder andere voor financiën, industrie, economie en handel in de socialistische regeringen die werden geleid door achtereenvolgens Édith Cresson, Pierre Bérégovoy en Lionel Jospin. Voordien was hij actief in de plaatselijke en regionale politiek. Zo was hij onder meer burgemeester van de gemeente Sarcelles, in de buurt van Parijs. In 1999 moest hij aftreden als minister na beschuldigingen van corruptie in een vorige functie als advocaat van het studentenziekenfonds MNEF. Van deze beschuldiging werd hij vrijgesproken in november 2001. In 2007 stelde hij zich binnen de PS kandidaat voor de presidentsverkiezingen dat jaar, maar Ségolène Royal werd door de PS als presidentskandidaat gekozen.
Eind 2007 werd hij benoemd tot directeur-generaal van het Internationaal Monetair Fonds IMF, waar hij Rodrigo de Rato y Figaredo opvolgde. Hij werd in 2011 algemeen getipt als dé linkse kandidaat voor de Franse presidentsverkiezingen van 2012 en haalde in opiniepeilingen een beter resultaat dan zittend president Nicolas Sarkozy. Daar kwam een einde aan door de affaire DSK, die zich in New York afspeelde. Dientengevolge moest hij zijn ambt als directeur-generaal van het IMF neerleggen en zag hij er vanaf aan de Franse presidentsverkiezingen van 2012 mee te doen.
Op 5 juli 2011 werd Strauss-Kahn door Christine Lagarde als directeur-generaal van het IMF opgevolgd.

## Betrokkenheid in zedenzaken

### Affaire DSK
Strauss-Kahn werd op 14 mei 2011 John F. Kennedy International Airport gearresteerd toen hij al in een vliegtuig van de Air France zat, nadat Nafissatou Diallo, een hotelmedewerkster, hem ervan had beschuldigd dat hij haar in zijn hotelkamer had aangerand en tot orale seks had gedwongen. De termijn om zich op te geven als kandidaat voor de Franse presidentsverkiezingen van 2012 verstreek op 16 maart 2012, de verkiezingen zelf werden op 22 april en 6 mei gehouden. Omdat hij die tijd voor zijn proces nog in Amerika moest blijven, kon hij daar niet aan meedoen.
Toen Strauss-Kahn op maandag 16 mei 2011 voor de eerste maal voor de rechtbank moest verschijnen pleitte hij 'onschuldig'. De vraag om op borgtocht vrij te komen wordt afgewezen, omdat men vreesde dat hij naar Frankrijk zou vluchten. Strauss-Kahn werd vervolgens naar de Rikers Island-gevangenis overgebracht, in New York.
Bij schrijven van 18 mei 2011 vanuit zijn cel diende DSK zijn ontslag in als directeur-generaal van het IMF. Hij werd per 29 juni 2011 opgevolgd door Christine Lagarde, toen in Frankrijk minister van Economische Zaken, Financiën en Handel.
Een grand jury besloot op 19 mei 2011, dat Strauss-Kahn onder voorwaarden in vrijheid mocht worden gesteld. Hij moest een borgsom van een miljoen US dollar betalen, zijn paspoort werd ingetrokken en hij kreeg in New York elektronisch huisarrest in de flat van zijn dochter.
Op 1 juli 2011 verscheen in The New York Times een bericht, dat de aanklacht tegen Strauss-Kahn op losse schroeven zou zijn komen te staan omdat openbaar aanklager Cyrus Vance, Jr. de geloofwaardigheid van Nafissatou Diallo in twijfel trok. Zij zou meermalen hebben gelogen en zou banden met drugscriminelen hebben. Op diezelfde dag kwam Strauss-Kahn vervroegd voor de rechter. Na de zitting werd besloten, rekening houdend met de veranderde situatie, om zijn huisarrest op te heffen, maar hij kreeg zijn paspoort nog niet terug. De rechtszaak werd op 18 juli 2011 voortgezet.
Op 22 augustus 2011 liet het Amerikaanse Openbaar Ministerie de aanklachten tegen Strauss-Kahn vallen, omdat de aanklager de verklaringen van het vermeende slachtoffer niet betrouwbaar genoeg vond. Een dag later blies de rechter de zaak af. De door het kamermeisje aangespannen civiele procedure ter zake van schadevergoeding werd daarentegen nog voortgezet, en de Franse justitie beraadde zich nog op een behandeling van de aanklacht van Banon.
Strauss-Kahn gaf op 18 september 2011 zijn eerste tv-interview sinds het losbarsten van de affaire, op de Franse zender TF1. Hij gaf toe een 'ongepaste relatie' met het kamermeisje te zijn begonnen en dat hij een 'morele fout' had gemaakt. Hij vond zelf dat hij had gefaald.
In december 2012 werd een financiële schikking met Nafissatou Diallo getroffen, waardoor een verdere procesgang werd stopgezet. De inhoud van de deal is vertrouwelijk gebleven.

### Klacht van Tristane Banon
De Franse schrijfster Tristane Banon heeft op 5 juli 2011, ten tijde van de zaak Strauss-Kahn in New York, in Frankrijk ook een aanklacht tegen Strauss-Kahn ingediend. Hij zou in februari 2003 hebben geprobeerd haar te verkrachten. Deze zaak werd op 13 oktober 2011 door het Parijse openbare ministerie geklasseerd zonder gevolg wegens verjaring. De schrijfster zag uiteindelijk af van een burgerlijke vordering.

### Zaak-Carlton
In het voorjaar van 2011 werd in Frankrijk een onderzoek geopend naar een netwerk dat luxeprostitutie en seksfeesten organiseerde, onder andere in het Carlton-hotel te Rijsel. Een van de genoemde verdachten was Strauss-Kahn. Hij heeft de feestjes nooit ontkend, maar wel het feit dat hij op de hoogte was dat de meisjes betaald werden voor hun aanwezigheid. In de zomer van 2013 werd uiteindelijk beslist om Strauss-Kahn op verdenking van pooierschap naar de rechtbank door te verwijzen. Het proces startte onder grote mediabelangstelling begin februari 2015 voor de rechtbank van Rijsel, maar Strauss-Kahn werd op 12 juni 2015 op alle punten vrijgesproken.

### Fraude
Op 28 juli 2015 startte het Parket in Frankrijk een onderzoek naar hem en zijn Luxemburgse investeringsmaatschappij LSK. Deze maatschappij ging failliet na de zelfmoord van topman Thierry Leyne, enkele dagen hiervoor was Strauss-Kahn uit de investeringsmaatschappij gestapt. Het gaat over meer dan 100 miljoen van 156 verschillende investeerders die verspild werden en ook zou er zijn gefraudeerd met sociale middelen.
Strauss-Kahn had in 2020 nog steeds een blanco strafblad. Hij is internationaal werkzaam als zelfstandig financieel consultant en voor de vierde keer gehuwd.

## Miniserie
De zender Netflix wijdde in 2020 een documentaireserie, Chambre 2806: L’affaire DSK, aan de affaires en de strafvervolging waarin Strauss-Kahn betrokken was.